# Hejnał Rogoźna
Hejnał Rogoźna - oficjalny sygnał muzyczny miasta Rogoźna rozbrzmiewający codziennie o godzinie 12.00 z wieży rogozińskiego ratusza, a także podczas najważniejszych uroczystości miejskich i świąt narodowych.
Hejnał został skomponowany w 1993 roku przez Albina Koźlinkę.
Od 11 czerwca 2017 roku Hejnał Rogoźna w każdą niedzielę jest wykonywany na żywo z balkonu dawnego Ratusza. Hejnalistami są muzycy z Orkiestry Dętej RCK im. E. Korybalskiego.